# Chalton (Hampshire)
Pour les articles homonymes, voir Chalton.
Chalton est un village du Hampshire, en Angleterre.

## Toponymie
Chalton est un nom d'origine vieil-anglaise. Il fait référence à une ferme (tūn) sur un terrain crayeux (cealc). Il est attesté sous la forme Cealctun en 1015, devenue Ceptune dans le Domesday Book, compilé en 1086.

## Géographie
Chalton est situé dans le sud-est du Hampshire, à environ 8 km au nord-est de la ville de Waterlooville. Administrativement, il relève de la paroisse civile de Clanfield, dans le district du East Hampshire. La colline de Windmill Hill (en) sépare Chalton à l'est de Clanfield à l'ouest.

## Histoire
Chalton est mentionné pour la première fois dans le testament du prince anglais Æthelstan Ætheling, mort en 1014. Il fait partie des domaines que le prince lègue à son père, le roi Æthelred le Malavisé. Le Domesday Book indique que le manoir de Chalton appartient avant la conquête normande de l'Angleterre au comte Godwin de Wessex. Vingt ans plus tard, en 1086, il est devenu la propriété du comte de Shrewsbury Roger de Montgomery. Le village compte alors 104 habitants.
La paroisse civile de Chalton, héritière de l'ancienne paroisse ecclésiastique, est abolie en 1932 et partagée entre les paroisses civiles de Clanfield et Rowlands Castle.

## Démographie
| 1801 | 1811 | 1821 | 1831 | 1841 |
| ---- | ---- | ---- | ---- | ---- |
| 430  | 573  | 559  | 550  | 659  |

| 1851 | 1881 | 1891 | 1901 | 1911 |
| ---- | ---- | ---- | ---- | ---- |
| 705  | 208  | 241  | 202  | 158  |

| 1921 | 1931 | - | - | - |
| ---- | ---- | - | - | - |
| 129  | 158  | - | - | - |

## Culture locale et patrimoine

### Lieux et monuments

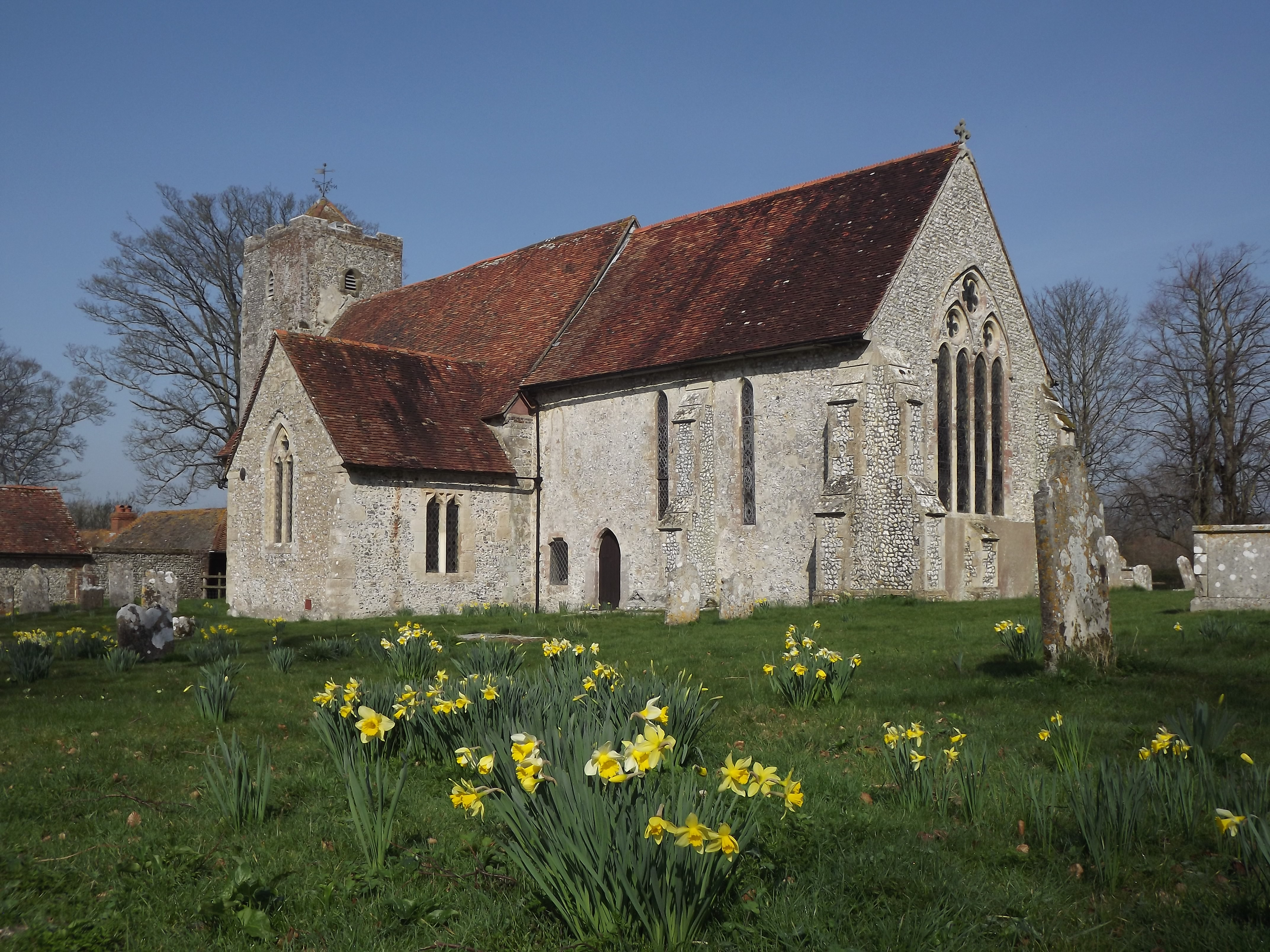
L'église Saint-Michel.

L'église paroissiale de Chalton est dédiée à saint Michel. Les plus anciennes parties du bâtiment (le chancel, la nef et la tour) remontent à la fin du XIIe siècle ou au début du XIIIe siècle. Le transept sud date du XIVe siècle, tandis que le porche nord est un ajout du XIXe siècle. Cette église est un monument classé de grade II* depuis 1954.
Le village abrite deux autres monuments classés de grade II*, correspondant à des « édifices particulièrement importants ou d'un intérêt spécial » : The Priory, presbytère d'origine médiévale, et The Manor, une ferme elle aussi d'origine médiévale avec des poutres remontant au XIVe siècle.
Le musée archéologique en plein air de Butser Ancient Farm se trouve à quelques kilomètres à l'ouest du village. Il comprend des reconstitutions de bâtiments du Néolithique, de l'âge du bronze, de l'âge du fer, d'une villa romaine et de maisons anglo-saxonnes.

### Personnalités liées
L'amiral Richard Goodwin Keats (1757-1834) est né à Chalton.